# Altera
 Тази статия е за американската компания.  За българската вижте Алтера.  
Алтера Корпорация (на английски: Altera Corporation) е американска компания производител на програмируеми логически устройства (PLD), конфигурируеми сложни цифрови схеми.
Основана в Силициевата долина, Калифорния, като „Altera“, тя предоставя IT индустрията с достъп до най-новите програмируеми логически процесорни технологии, IP ядра и инструменти за развитие от повече от 30 години.
Основните продукти на „Алтера“ са Stratix, Arria и Cyclone серия FPGAs, серия MAX CPLDs, Кварт II софтуер, дизайн, и Enpirion PowerSoC DC-DC захранване, вкл.